# Martin Haase

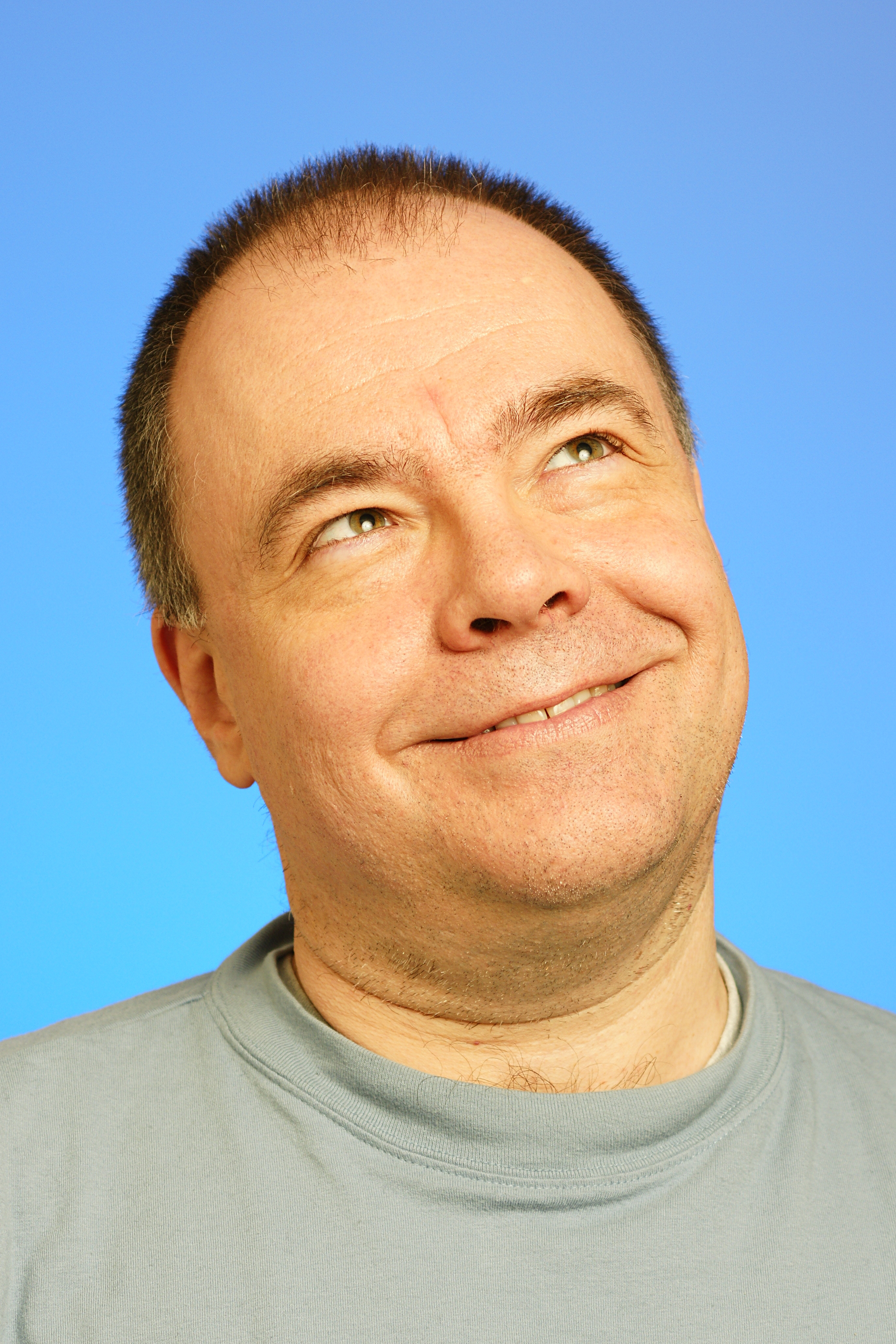
Martin Haase (2009)

Martin „Maha“ Haase (* 25. Oktober 1962 in Dortmund) ist ein deutscher Romanist und Sprachwissenschaftler, der an der Universität Bamberg lehrt. Er ist auch Podcaster.

## Leben
Haase machte 1982 am Helene-Lange-Gymnasium in Dortmund-Renninghausen Abitur. Bis 1988 studierte er an der Universität zu Köln und 1984/85 an der Université de Toulouse II–Le Mirail (licence ès lettres 1985) allgemeine Sprachwissenschaft, Romanistik und historisch-vergleichende Sprachwissenschaft (Magister Köln 1988). Anschließend schrieb er seine Doktorarbeit bei Hans-Jürgen Sasse über Sprachkontakt und Sprachwandel im Baskenland. Die Einflüsse des Gaskognischen und Französischen auf das Baskische, mit der er 1991 promovierte.
Nach einem Aufenthalt an der Universität Hamburg wurde Haase im Jahre 1992 Assistent an der Universität Osnabrück. 1997 habilitierte er sich mit einer Arbeit mit dem Titel Dialektdynamik in Mittelitalien. Sprachveränderungsprozesse im umbrischen Apenninenraum. Anschließend nahm er Vertretungsprofessuren an der Albert-Ludwigs-Universität Freiburg sowie an der Freien und der Technischen Universität Berlin wahr.
Im Jahre 2001 wurde er auf eine Professur an der Universität Bremen berufen. Schon im folgenden Jahr wechselte er auf einen Lehrstuhl für romanische Sprachwissenschaft an der Universität Bamberg, wo er seitdem lehrt.

## Vereinsmitgliedschaften
Als Schüler lernte Haase Esperanto. Er war von 1988 bis 1990 Bundesvorsitzender der Deutschen Esperanto-Jugend und ist seit 2023 ist er Vorsitzender des Deutschen Esperanto-Bundes. Er ist zudem langjähriger Leiter des Deutschen Esperanto-Instituts.

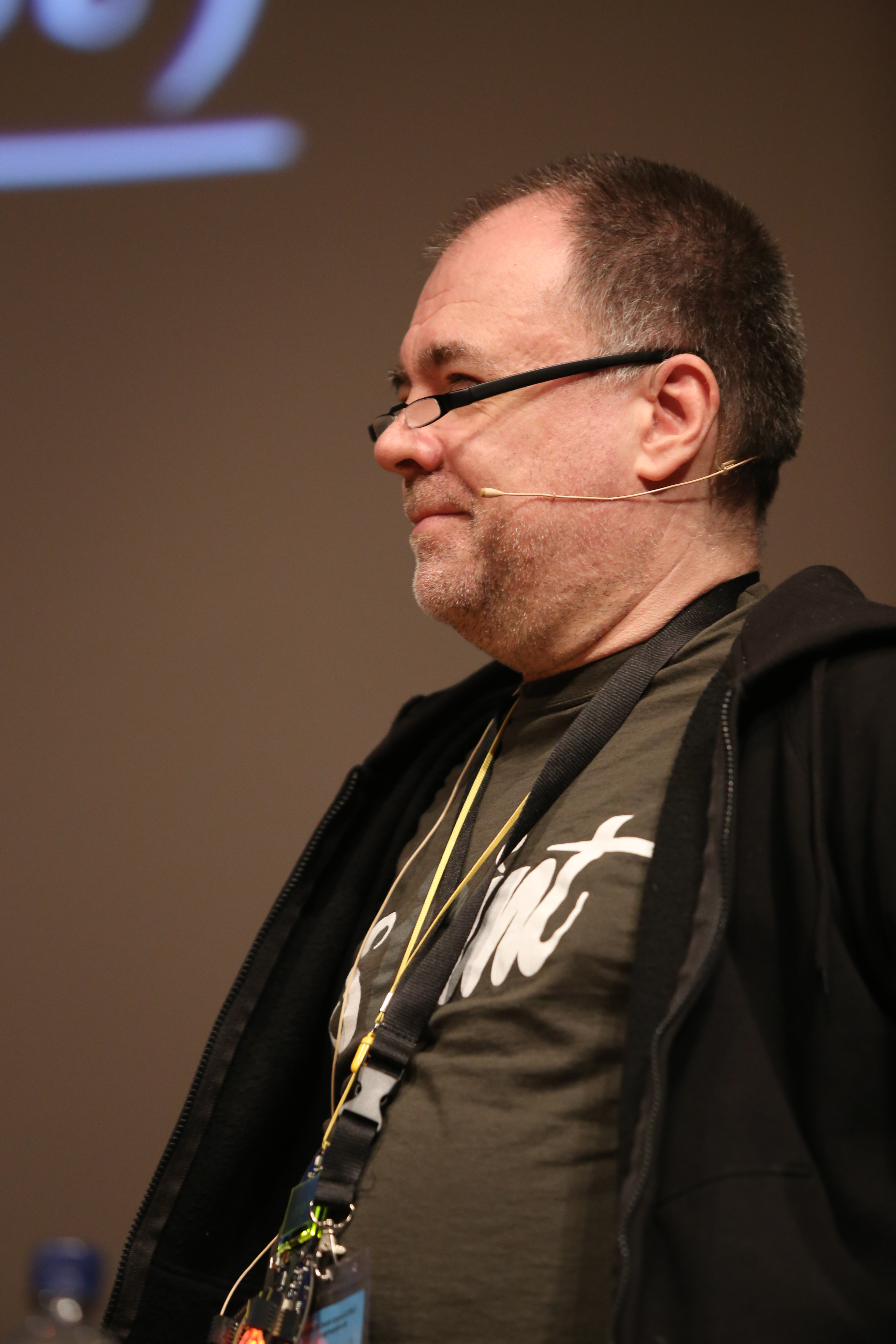
Martin Haase hält einen Vortrag auf dem 30C3 in Hamburg (2013)

Martin Haase ist Mitglied im Chaos Computer Club (CCC). Ab dem 18. Januar 2009 war Haase ERFA-Repräsentant im Vorstand des Chaos Computer Clubs. Seit 2014 ist er in anderer Funktion im CCC-Vorstand aktiv. Er hat auf mehreren CCC-Kongressen Vorträge gehalten, unter anderem zum Thema Sprache.
Seit 2009 ist Haase Mitglied der Piratenpartei, wo er sich an vielen erfolgreichen LiquidFeedback-Anträgen beteiligt hat und Inhaber einer dreistelligen Anzahl von Stimmdelegationen ist. In der medialen Berichterstattung wurde er deshalb als einflussreicher Basispirat bezeichnet.
Neben seinem parteilichen Engagement im Liquid-Feedback-System der Berliner Piratenpartei und dem Einsatz für eine Ausweitung solcher direkten Beteiligungsmöglichkeiten in der Piratenpartei ist Haase seit 2009 auch Mitglied im überparteilichen Verein Liquid Democracy e. V.
Haase ist Mitglied im Verein Digitalcourage, der sich mit digitalen Bürgerrechten, wie beispielsweise Datenschutz beschäftigt.

## Blogs und Podcasts
In einem eigenen Blog schreibt Haase seit 2005 über verschiedene Themen.
Seit 2010 betreibt er mit dem Journalisten Kai Biermann den Blog neusprech.org, der 2011 mit dem Grimme Online Award in der Kategorie Wissen und Bildung ausgezeichnet wurde.
Zu den Themen des Blogs haben die Autoren 2012 das Buch Sprachlügen. Unworte und Neusprech von „Atomruine“ bis „zeitnah“ im S. Fischer Verlag veröffentlicht.
Zu den Themen Wikipedia, Rhetorik und Sprachen war Haase mehrmals zwischen 2007 und 2012 Gast im Podcast Chaosradio Express.
Seit 2010 berichtet Haase über die Piratenpartei bzw. Themen der Piratenpartei in seinem Podcast Klabautercast, der unabhängig von der Piratenpartei ist. Ein häufiges Thema des Podcasts sind Kontroversen beim Einsatz von Liquid Democracy in der Piratenpartei. Mehrfacher Interviewpartner war Christopher Lauer.
In seinem Podcast Leet-Kultur behandelt Martin Haase mit wechselnden Interviewpartnern kulturelle Themen. Der Namensteil Leet (bzw. 1337) bezieht sich auf den Netz-Jargon Leetspeak – passend zum Subtitel Kultur aus der Nerdperspektive. Die einzelnen Episodentitel enthalten oft Wörter, die selten benutzt und deshalb am Anfang aus sprachwissenschaftlicher Sicht erläutert werden.
Seit 2015 bespricht er in seinem Podcast Genusscast zusammen mit Peter Hecko Themen rund um den Genuss.

## Publikationen
- Sprachkontakt und Sprachwandel im Baskenland: die Einflüsse des Gaskognischen und Französischen auf das Baskische, Buske, Hamburg 1992, ISBN 3-87548-021-X (Dissertation Universität Köln 1991, 194 Seiten, 21 cm).
- Le gascon de basques: contribution à la théorie des substrats (= Arbeiten zur Mehrsprachigkeit, Band 50). Universität Hamburg, Germanisches Seminar/Arbeitsbereich Deutsch als Fremdsprache ; Arbeitsstelle Mehrsprachigkeit, Hamburg 1993, DNB 941694011, (Dissertation zur Mehrsprachigkeit, 1991, 67 Seiten, 30 cm).
- Respekt: die Grammatikalisierung von Höflichkeit. Lincom Europa, München / Newcastle 1994, ISBN 3-929075-17-2.
- Dialektdynamik in Mittelitalien: Sprachveränderungsprozesse im umbrischen Apenninenraum (= Romanica et comparatistica, Band 33). Stauffenburg, Tübingen 1999, ISBN 3-86057-083-8 (Habilitationsschrift Universität Osnabrück 1999, 449 Seiten, 23 cm).
- Sprachtypologie. Eine Einführung in die Erforschung der Vielfalt der Sprachen. Vandenhoeck & Ruprecht, Göttingen 2007, ISBN 978-3-525-26521-5.
- Italienische Sprachwissenschaft. Eine Einführung. Narr, Tübingen 2007, ISBN 978-3-8233-6290-6.
- mit Kai Biermann: Sprachlügen : Unworte und Neusprech von "Atomruine bis zeitnah", Fischer-Taschenbuch-Verlag, Frankfurt am Main 2013, ISBN 978-3-596-19497-1.